# سیارک ۲۵۶۰۷
سیارک ۲۵۶۰۷ (به انگلیسی: 25607 Tsengiching، نامگذاری:2000AN10)۲۵۶۰۷مین سیارک کشف شده‌است که در ۰۳ ژانویه ۲۰۰۰ کشف شد.